# Irrigador dental

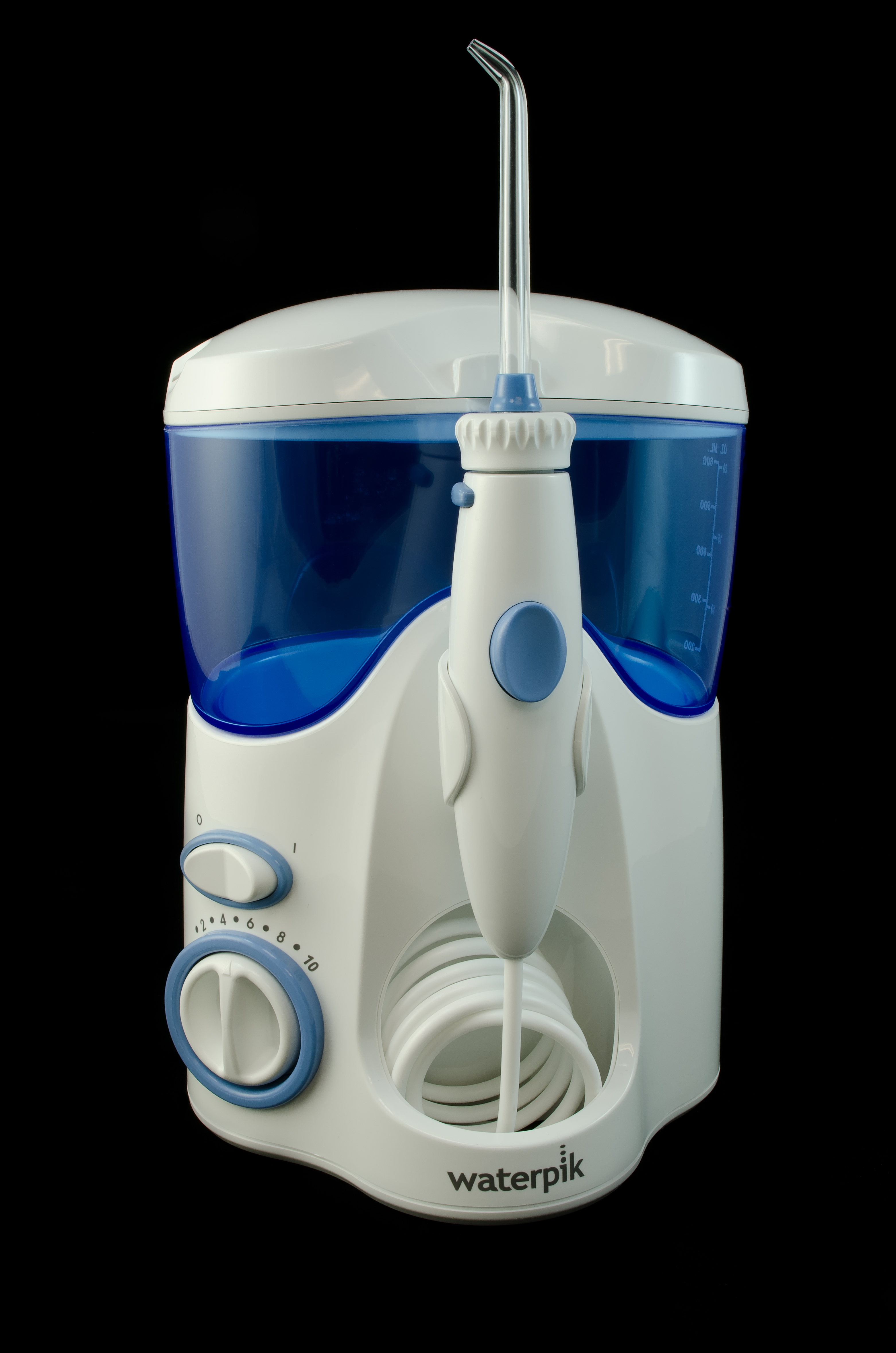
Un irrigador dental

Un irrigador dental es un dispositivo eléctrico de higiene bucodental que basa sus efectos en la propulsión de chorros de agua a alta presión con el fin de eliminar tanto la placa dental como los restos de comida entre los dientes y debajo de la línea de las encías. 

## Historia
El primer irrigador dental fue desarrollado en 1962 por el dentista Gerald Moyer y el ingeniero John Mattingly.
Desde entonces, los irrigadores dentales han sido evaluados en una serie de estudios científicos y han sido probados para el mantenimiento periodontal, y para aquellas personas que padezcan de gingivitis, diabetes, tengan aparatos de ortodoncia o reemplazos de dientes como coronas e implantes.
Sin embargo, posteriormente un metaanálisis de 2008 sobre si el riego oral es beneficioso como complemento del cepillado dental concluyó que "el irrigador oral no tiene un efecto beneficioso en la reducción de la placa visible", pero sugirió que puede ser beneficioso para la salud gingival además del cepillado dental regular.
Por otro lado, un estudio en la Universidad del Sur de California encontró que un tratamiento de 3 segundos de agua pulsante (1,200 pulsos por minuto) a presión media (70 psi) eliminó el 99.9% de la biopelícula de placa de las áreas tratadas.

## Beneficios de utilizar el irrigador dental
El uso del irrigador dental facilita una limpieza dental profunda y contribuye a mejorar la salud de las encías. Un estudio publicado en el Journal of Applied Dental and Medical Sciences concluyó que es más eficaz que el hilo dental para eliminar la placa bacteriana, además de reducir significativamente el sangrado gingivial.
El uso del irrigador bucal es especialmente útil para ortodoncias, implantes dentales y bolsas periodontales porque estas dentaduras tienen más lugares de difícil acceso donde el cepillo de dientes no llega.

## ¿Cómo usar un irrigador bucal?
Existen diferentes modelos de irrigadores dentales, pero todos tienen el mismo tipo de funcionamiento. El proceso comienza después del cepillado y puede reducirse a los siguientes pasos:
1. Llena el depósito con agua tibia, también puedes agregarle un poco de colutorio.
2. Elige la boquilla que usarás e introdúcelo en el mango y regula la presión a un nivel con el que te sientas cómodo.
3. Introduce el cabezal en la boca en el margen entre dientes y encías. Para evitar que salpique puedes cerrar un poco la boca.
4. Enciende el irrigador y ve moviendo dirigiendo el chorro a lo largo de las zonas interdentales. Puedes hacer pausas para escupir el exceso de agua o para cambiar la presión si lo consideras necesario.
5. Al terminar de utilizarlo, lava y seca la boquilla y el depósito del irrigador.[10]

Es recomendable seguir este procedimiento al menos una vez al día.